# Club de Jazz de Santiago
El Club de Jazz de Santiago es un espacio de realización musical en torno al género del Jazz. Ubicado en la ciudad de Santiago de Chile, es conocido como el Club de Jazz más antiguo de Latinoamérica.
Fue fundado en 1943 y desde la obtención de su personalidad jurídica como club en 1951, ha fijado sede en cinco inmuebles de la ciudad. Actualmente su edificio es la Casa Maroto, a un costado del Mall Plaza Egaña cercano a la estación Plaza Egaña en la comuna de La Reina.

## Historia

### Orígenes
Los primeros pasos para formar el club se dieron en 1939, donde amantes del Jazz en Santiago de Chile se reunieron en el antiguo “Club Tabaris” para discutir acerca de discos, participar en Jam sessions y compartir la iniciativa de fundar una agrupación oficial. Esta decisión no dio frutos, pero en 1943 un grupo de jóvenes aficionados al género musical retomaron la idea. Entre ellos destacaron José Luis Córdova, René Eyheralde, Mario Raurich, Enrique Rosenblatt y Jorge Luis Cáceres, quienes arrendaron un edificio en la esquina de calle Santo Domingo con Calle Bandera.
En 1951 se cambió la sede a calle Merced y se logró la obtención de la personalidad jurídica del "Club de Jazz de Santiago". Ese mismo año se oficializaron los estatutos del club, donde el primer término expresaba que "El Club de Jazz de Santiago tiene por objeto agrupar en una organización estable y permanente a todas las personas que tengan interés en estudiar, practicar, ejecutar y difundir el arte denominado jazz".

### Conflictos internos
A fines de los años 1950 surgen conflictos internos con la llegada de lo que los miembros del club denominaron como "Jazz moderno" (Bebop, Free Jazz y Cool (jazz), entre otros). Fue así como el club entró en pugna y sus miembros se diferenciaron como seguidores del "Jazz moderno" versus "Jazz tradicional". De igual forma la sede fue dividida, dejando un segundo piso para "los modernos" y conservando el primer piso para "los tradicionales".

### Renovación
Tras pasar por edificios en calle Mc Iver, calle Lota y calle California en los años 1970, en 1979 se establece la sede de la esquina de Avenida José Pedro Alessandri con Avenida Irarrázaval. En esta época los miembros del club dejan atrás el quiebre estilístico de año anteriores.

## Actualidad

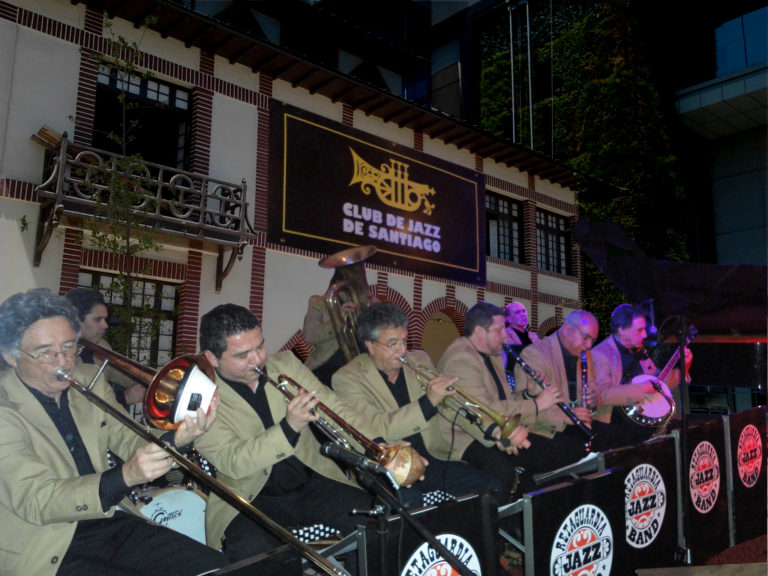
Presentación del grupo Retaguardia jazz band en Club de Jazz en el frontis de Casa Marotto

Ocurrido el Terremoto de Chile de 2010, la sede de Avenida José Pedro Alessandri con Avenida Irarrázaval resultó dañada y el club pasó a la itinerancia por diversos centros culturales, entre ellos el Instituto Chileno Norteamericano de cultura, las Corporaciones culturales de las comunas de La Reina y Las Condes, entre otros.
Luego de cuatro años de organización entre músicos y empresarios se logra establecer la nueva sede en Casa Maroto, ubicada en la esquina de Avenida Ossa con calle Hannover a un costado del Mall Plaza Egaña, en la comuna de La Reina. El club funciona en conjunto con el restaurante de gastronomía italiana "La Fabbrica".
La inauguración oficial del club fue el 24 de abril de 2014 y contó con la presentación del maestro Valentín Trujillo (pianista), Daniel Bachicha Lencina y Ángel Parra (hijo) e invitados.
Hoy es uno de los locales referentes del llamado Jazz Standard y Tradicional, junto con apariciones de Latin Jazz y Blues que se ha incluido en su parrilla.

## Visitas ilustres
Destacados íconos del Jazz han visitado el club a lo largo de su historia. Entre los que destacan Louis Armstrong, Elvin Jones, Wynton Marsalis, Paquito D'Rivera, Herbie Hancock, Pat O'Leary, Lew Tabackin y Billy Cobham, entre otros.